# Neutralisationsanlage

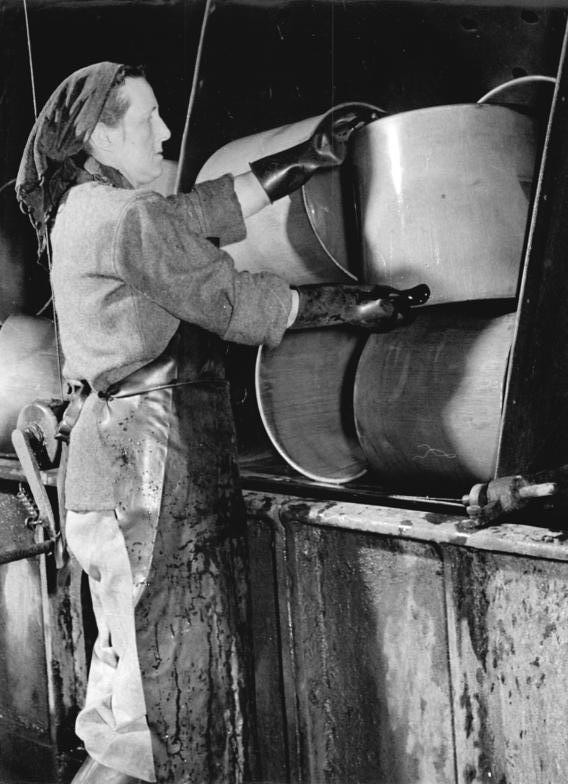
In der Beizerei kommen die Kochtopf-Rohlinge in das Neutralisierungsbad. Die Arbeiterin nimmt die Töpfe gerade aus dem Bad.

Eine Neutralisationsanlage dient im weitesten Sinne dazu, schädliche Zwischenprodukte durch Bearbeiten oder Umwandeln in unschädliche Endprodukte, die ggf. einer vereinfachten Weiterbearbeitung zugeführt werden können, umzuwandeln. Bei Flüssigkeiten nutzt eine solche Anlage den chemischen Prozess der Neutralisation, um ein bestimmtes pH-Niveau zu erreichen.

## Funktionsweise
Mithilfe flüssiger Neutralisationsmittel wie Natronlauge (NaOH), Salzsäure (HCl) oder Schwefelsäure (H2SO4) wird der pH-Wert auf ein gefordertes Niveau gebracht. Die zu behandelnde Flüssigkeit durchströmt den Reaktor in freiem Gefälle vom Zulauf bis zum Ablauf. Über ein Rührwerk
wird eine gleichmäßige Durchmischung erzeugt und dabei der pH-Wert ständig gemessen und überwacht. Je nach pH-Wert des zu neutralisierenden Materials wird Säure oder Lauge in entsprechenden Mengen dosiert
und eingemischt. Haben sich die gewünschten Ablaufwerte eingestellt, werden sie im Ablauf noch einmal
kontrolliert und mit einem Digitalschreiber registriert.

## Einsatzgebiete
Bei der Abwasserbehandlung werden Neutralisationsanlagen eingesetzt, um Abwässer auf ein für Kläranlagen verträgliches pH-Niveau anzupassen, wie beispielsweise das bei der Verbrennung anfallende Kondensat von Brennwertkesseln. Weitere Einsatzgebiete finden sich in der Lebensmittelindustrie, in Großküchen, bei Getränkeproduzenten, in Laborbetrieben, Papierfabriken, Molkereien, Schlachtereien, Betrieben für Oberflächentechnik wie Galvanisierbetriebe, Beizereien oder auch Färbereien. Sie alle können mithilfe von Neutralisationsanlagen alle anfallenden sauren und alkalischen Abwässer unmittelbar an der Emissionsquelle neutralisieren.
Weitere Einsatzgebiete sind Produktionsprozesse, in denen der pH-Wert innerhalb einer Prozesskette korrigiert werden muss.